# Mühldorf am Inn
Mühldorf am Inn, Mühldorf a.Inn – miasto powiatowe w Niemczech, w kraju związkowym Bawaria, w rejencji Górna Bawaria, w regionie Südostoberbayern, siedziba powiatu Mühldorf am Inn. Leży około 70 km na wschód od Monachium, nad Innem, przy drodze B12 i liniach kolejowych: Monachium – Wels; Rosenheim – Landshut; Monachium – Tittmoning – Salzburg.

## Historia

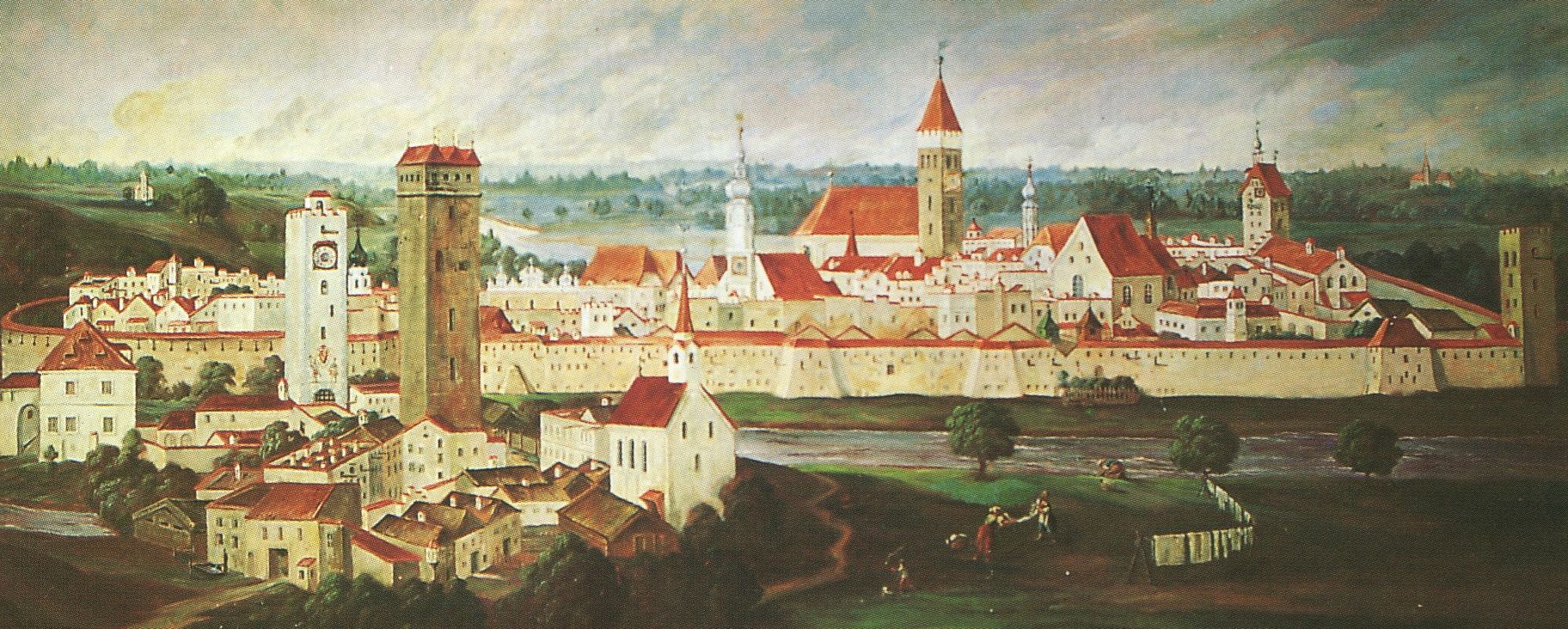
XVIII-wieczna panorama miasta

Najstarsza znana wzmianka o miejscowości pochodzi z 935, po raz pierwszy nazwana miastem w 1239. Mühldorf należało do archidiecezji Salzburga (księstwo arcybiskupie od 1213), której częścią pozostawało do 1802, gdy zostało włączone do Elektoratu Bawarii. W 1257 w mieście schronili się żołnierze czescy, następnie oblegani przez Bawarczyków. Konflikt zażegnano dzięki pośrednictwu arcybiskupa salzburskiego. Miasto ucierpiało w pożarach w 1285, 1495 i 1640. W 1322 w pobliżu miasta stoczona została bitwa, w której Bawarczycy pokonali Austriaków. W 1364 Bawarczycy oblegali miasto.
W epoce napoleońskiej na mocy umowy francusko-bawarskiej z 1802 miasto włączono do Bawarii. Austriacy jeszcze zajmowali miasto na krótko w 1805 i 1809. W 1871 wraz z Bawarią znalazło się w granicach Niemiec, otwarto wówczas linię kolejową łączącą z Monachium i Simbach am Inn. W trakcie II wojny światowej miasto zostało częściowo zniszczone wskutek dwóch nalotów, a u schyłku wojny zostało zdobyte przez wojsko amerykańskie.

## Zabytki
- Brama Monachijska (Münchner Tor) z XII lub XIII w., najstarszy budynek w mieście[1]
- Kościół św. Mikołaja, sięgający XIII w., romańsko-gotycki
- Kaplica św. Jana Chrzciciela z XIV w., gotycka rotunda
- Ratusz
- Kościół św. Wawrzyńca z XVI w., gotycki
- Kościół św. Katarzyny z XV w., przebudowany w XVIII w. w stylu barokowym[2]
- Słupy graniczne z 1665
- Zabytkowe kamienice

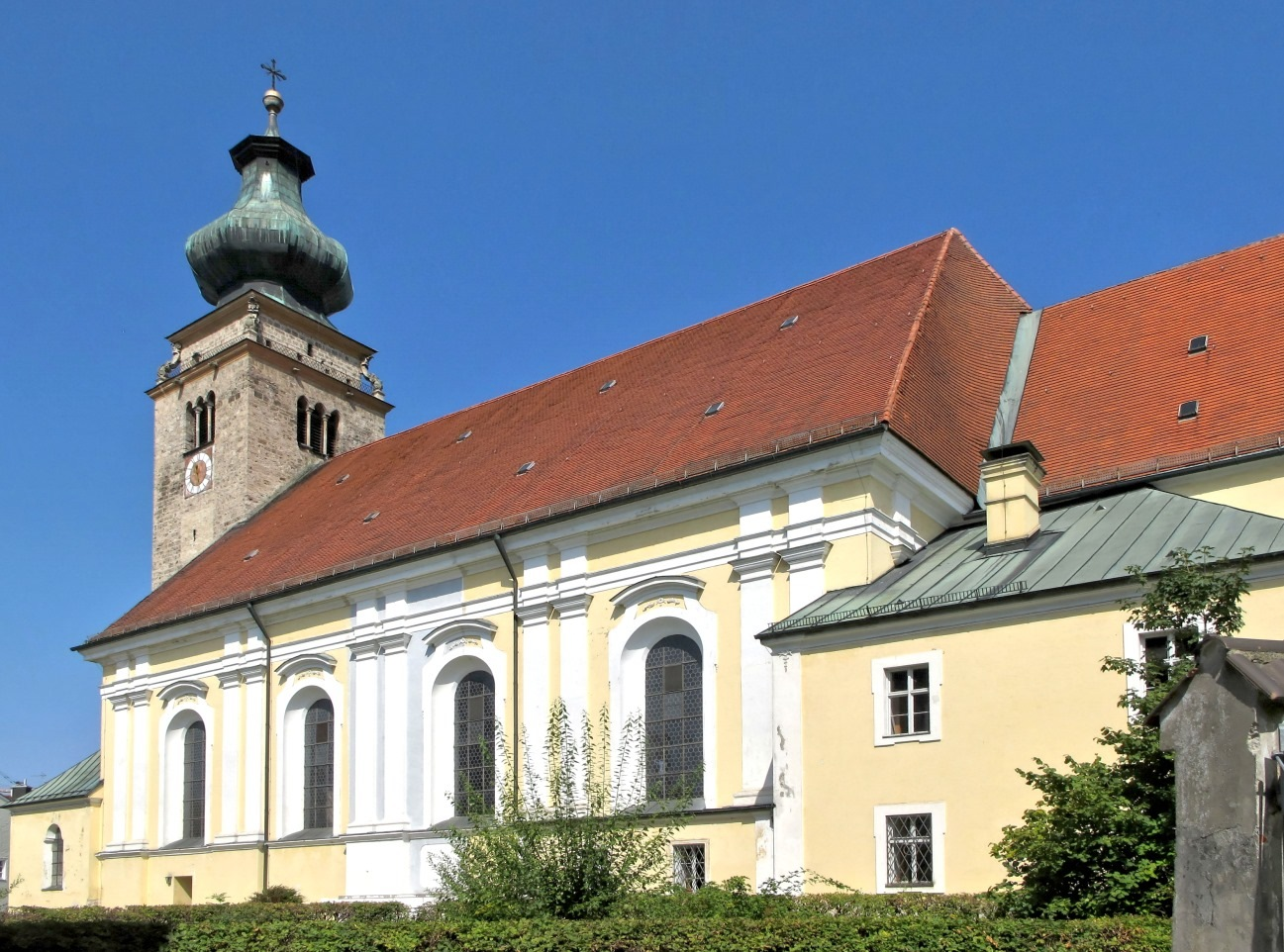
Kościół św. Mikołaja
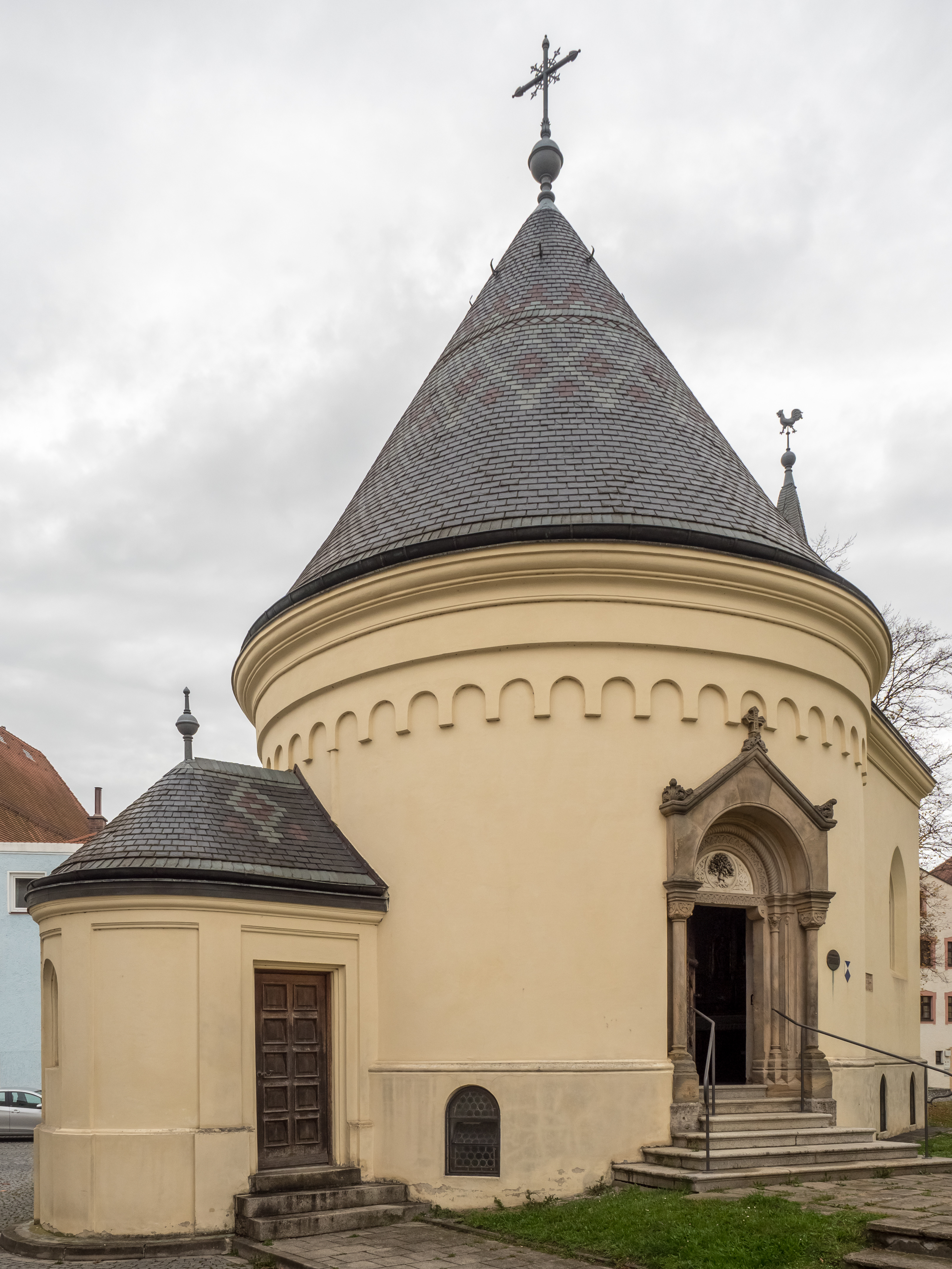
Kaplica św. Jana Chrzciciela
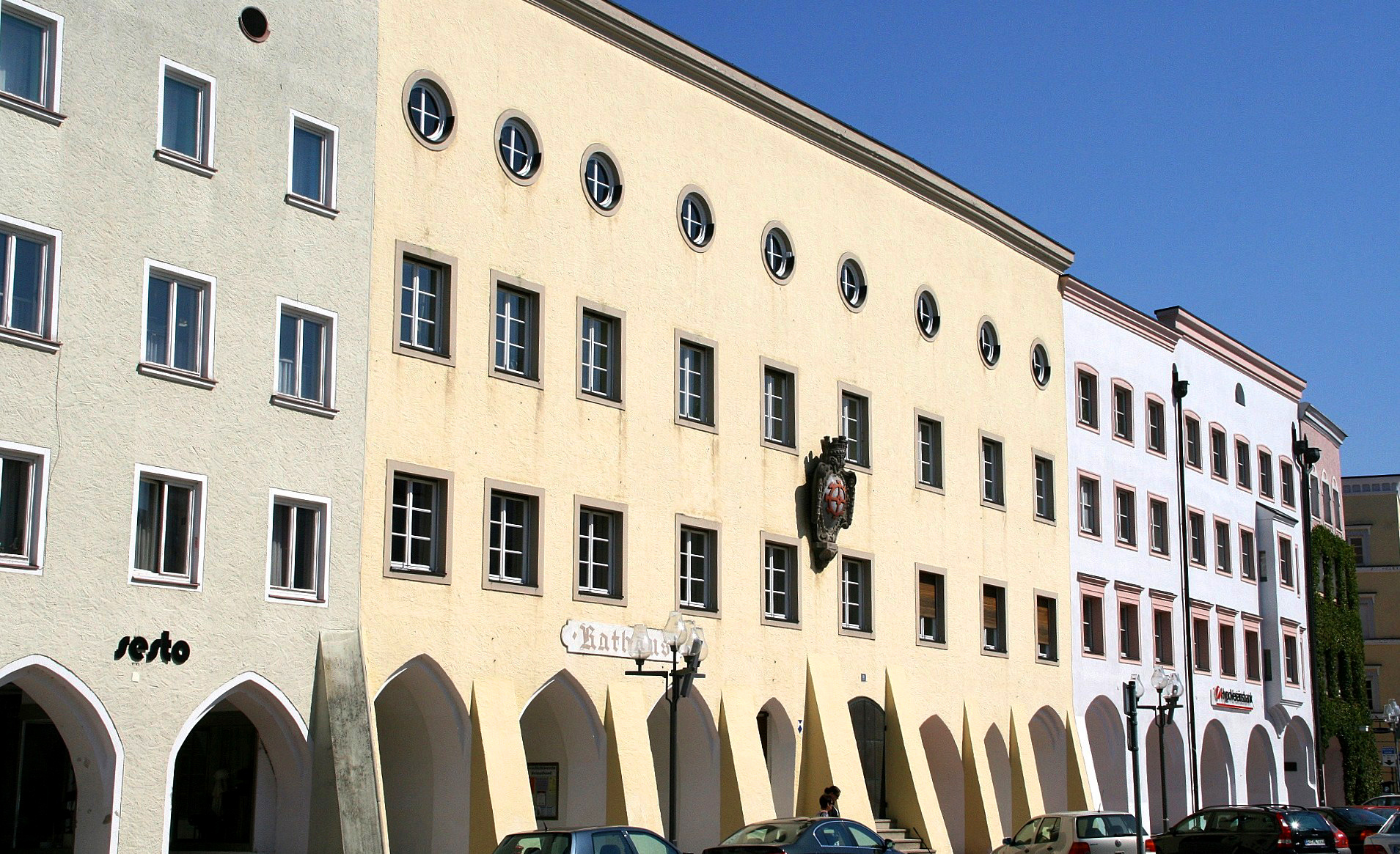
Ratusz
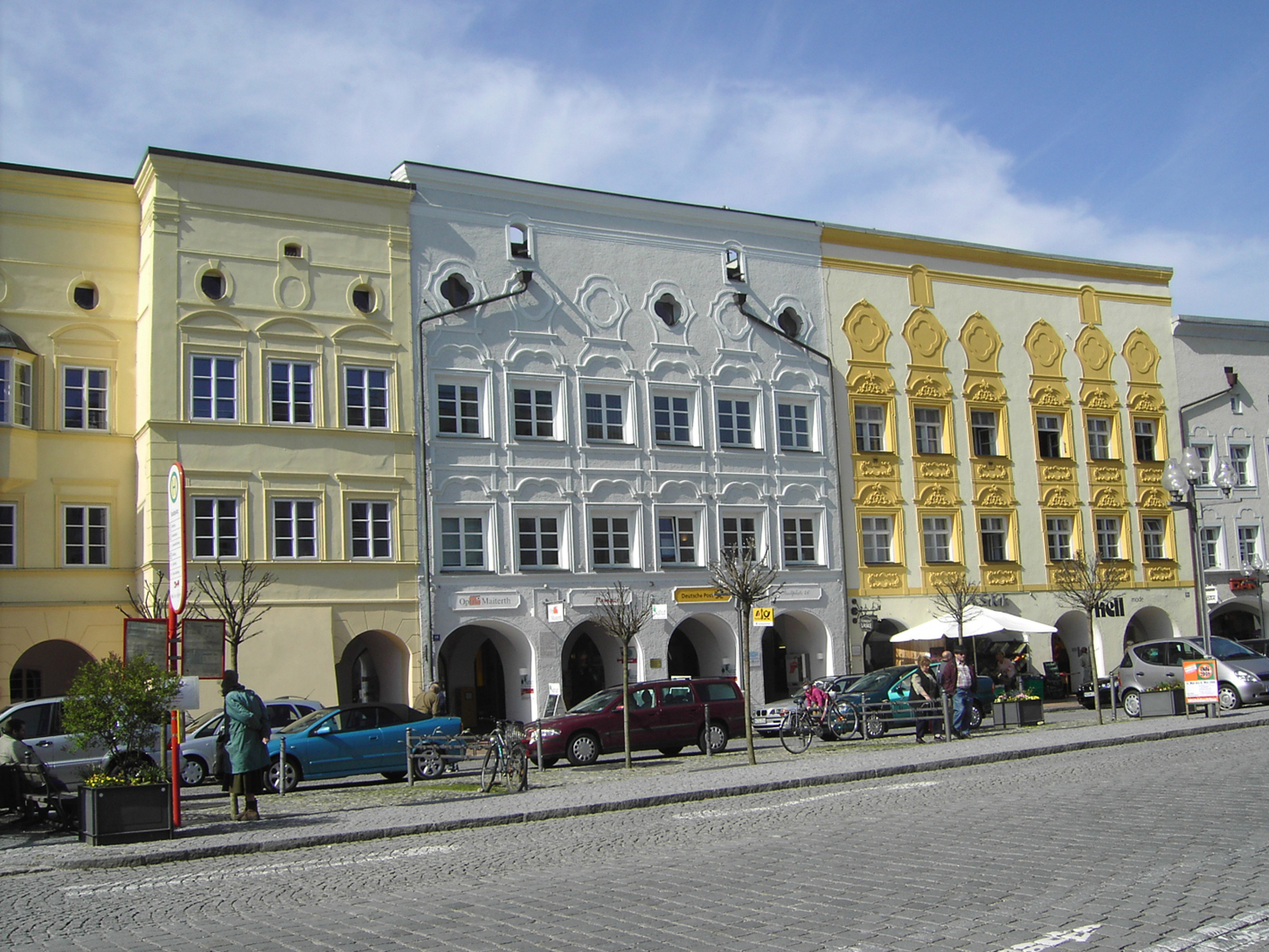
Kamienice na Starym Mieście

## Demografia
Dane o ludności z 31 grudnia 2008:
| Opis                                | Ogółem | Ogółem | Kobiety | Kobiety | Mężczyźni | Mężczyźni |
| ----------------------------------- | ------ | ------ | ------- | ------- | --------- | --------- |
| Jednostka                           | osób   | %      | osób    | %       | osób      | %         |
| Populacja                           | 17 654 | 100    | 9113    | 51,62   | 8541      | 48,38     |
| Wiek przedprodukcyjny (0–17 lat)    | 2907   | 16,47  | 1440    | 8,16    | 1467      | 8,31      |
| Wiek produkcyjny (18–65 lat)        | 11 119 | 62,98  | 5553    | 31,45   | 5566      | 31,53     |
| Wiek poprodukcyjny (powyżej 65 lat) | 3628   | 20,55  | 2120    | 12,01   | 1508      | 8,54      |

## Polityka
Burmistrzem miasta jest Günther Knoblauch z SPD, rada miasta składa się z 24 osób.
|      | CSU | SPD | UWG | Zieloni | FM/FDP | Razem |
| 2008 | 8   | 8   | 3   | 2       | 3      | 24    |
| 2002 | 9   | 9   | 4   | 1       | 1      | 24    |

### Współpraca
Miejscowości partnerskie:
- Cegléd, Węgry od 2005
- Iraklio, Grecja od 2004